# María Cristina Kiehr
María Cristina Kiehr (née en 1967 à Tandil, dans la province de Buenos Aires) est une soprano argentine, spécialiste de la musique baroque.

## Biographie
Après une formation musicale acquise dans son pays natal, elle s'installe en Europe en 1983 où elle étudie le chant à la Schola Cantorum Basiliensis, à Bâle, en Suisse, avec René Jacobs. Sa collaboration professionnelle avec René Jacobs commence en 1988 avec l'opéra Il Giasone de Cavalli à Innsbruck. Toujours avec Jacobs, elle participe aux enregistrements du L'incoronazione di Poppea de Monteverdi, L'Orontea de Cesti, Orphée de Telemann, Vénus et Adonis de John Blow, Didon et Enée de Purcell, Orfeo ed Euridice de Gluck, Dorilla in Tempe de Vivaldi, et l'oratorio Maddalena ai piedi di Cristo de Caldara. Ce dernier enregistrement remporte un « 10 » de Répertoire, un Diapason d'or et un Grammy Award en 1997.
Elle collabore par la suite avec d'autres spécialistes dans la période baroque comme Gabriel Garrido, avec qui il fait ses débuts au Teatro Colón de Buenos Aires en 2001, dans L'Orfeo de Monteverdi. Elle chante également avec des orchestres dirigés par Frans Brüggen, Gustav Leonhardt, Nikolaus Harnoncourt, Philippe Herreweghe, Christophe Coin, et travaille à l'occasion au sein des ensembles Concerto Köln, Cantus Cölln, ainsi que Hespèrion XXI sous la direction de Jordi Savall.
Elle est membre fondateur de l'ensemble La Colombina et, avec le claveciniste Jean-Marc Aymes, de l'ensemble Concerto Soave, qui s'intéresse aux œuvres négligées des femmes compositeurs de la période baroque, dont Barbara Strozzi et Francesca Caccini. Le Concerto Soave tourne dans plusieurs festivals de musique, notamment Utrecht, Ambronay, Pontoise et la Cité de la musique à Paris. Elle a également souvent chanté des cantates de Jean-Sébastien Bach.

## Discographie
- Orlande de Lassus, Hieremiae Prophetae Lamentationes - La Chapelle royale, dir. Philippe Herreweghe (1989, Harmonia Mundi HMC 901299)
- Marc-Antoine Charpentier, Canticum ad Beatam Virginem Mariam - Le Concert des Nations, dir. Jordi Savall (1989, Astrée/Auvidis E 8713) Diapason d’or, ffff Télérama
- Claudio Monteverdi, Vespro della Beata Vergine (1610) - La Capella Reial de Catalunya / Coro del Centro Musica Antica di Padova, dir. Jordi Savall (1989, Astrée/Auvidis E 8719)
- Heinrich Schütz, Histoire de la Nativité - Concerto Vocale, dir. René Jacobs (1990, Harmonia Mundi HMC 901310)
- Heinrich Schütz, Histoire de la Résurrection - Concerto Vocale, dir. René Jacobs (1990, Harmonia Mundi HMC 901311)
- Claudio Monteverdi, L'incoronazione di Poppea - Concerto Vocale, dir. René Jacobs (1990, Harmonia Mundi HMC 901330.32)
- Il Cantar Moderno - Ensemble Dædalus (1990, Accent ACC 9068 D)
- Tous les matins du monde (film) - Le Concert des Nations, dir. Jordi Savall (1991, Valois V 4640)
- Etienne Moulinié - Airs de cour (1991, L'empreinte digitale ED 13010)
- Maurizio Cazzati, Sonates, Antiennes & Requiem - Ensemble La Fenice (1991, Adda 581 318)
- Il Secolo d'Oro nel Nuovo Mondo, Villancicos e orationes del '600 Latino-Americano - Ensemble Elyma, dir. Gabriel Garrido, (1991, Symphonia SY 91S05)
- El Cancionero de la Catedral de Segovia, Ensemble Dædalus (1991, Accent ACC 9176 D)
- Domenico Mazzocchi, Sacrae Concertationes - Chœur de chambre néerlandais (en) , dir. René Jacobs (1991, Harmonia Mundi HMC 901357)
- O Vergin Santa non m'abbandonare, Ensemble Dædalus (1992, Accent ACC 9289 D)
- Jeudi saint dans les Espagnes, La Colombina (1993, Accent ACC 9394 D)
- Georg Friedrich Haendel, Cantates Romaines - Il Teatro Armonico, dir. Alessandro De Marchi - (1993, Accord 202 712)
- La Justa, Madrigals and Ensaladas from 16h century Catalonia La Colombina (1994, Accent ACC 94103 D)
- Antonio Vivaldi, Dorilla in Tempe, Ensemble baroque de Nice, dir. Gilbert Bezzina (1994, Pierre Verany PV 794092)
- Orlande de Lassus, Lagrime di San Pietro - La Chapelle royale, dir. Philippe Herreweghe (1994, Harmonia Mundi HMC 901483)
- Canzoni Villanesche alla Napolitana - Ensemble Dædalus (1994, Accent ACC 91107 D)
- Marco da Gagliano - La Dafne - Ensemble Elyma, dir. Gabriel Garrido, (1995, K617 058)
- Canciones, romances, sonetos de Juan del Encina à Lope de Vega - La Colombina (1995, Accent ACC 95111 D)
- Jacquet de Berchem - La Favola di Orlando - Ensemble Dædalus, dir. Roberto Festa (1995, Accent ACC 91112 D)
- In natali Domini, musique de noël en Espagne et dans les Amériques au XVI⁰ - La Colombina (1996, Accent ACC 96114 D)
- Antonio Caldara -  Maddalena ai piedi di Cristo - Orchestre de la Schola Cantorum de Bâle, dir. René Jacobs (1996, Harmonia Mundi HMC 905221.22)
- Claudio Monteverdi, Vespro della Beata Vergine - Chœur de chambre néerlandais (en), Concerto Vocale, dir. René Jacobs (1996, Harmonia Mundi HMC 901566.67)